# Impatiens mandrakae
Impatiens mandrakae är en balsaminväxtart som beskrevs av Fischer och Rahelivololona. Impatiens mandrakae ingår i släktet balsaminer, och familjen balsaminväxter. Inga underarter finns listade i Catalogue of Life.